# Joan Font i Vidal
Joan Font i Vidal – hiszpański malarz pochodzący z Minorki.
Pochodził z zamożnej rodziny, dlatego bez przeszkód mógł poświęcić się malarstwu. Był autodydaktą, nie wiadomo czy uczęszczał do akademii sztuki. Był przedstawicielem naturalizmu w malarstwie. W jego dziełach widoczny jest wpływ niemieckiego artysty Antona Schranza, który ok. 1817 przebywał na Minorce i mógł być jego nauczycielem.
Jego ulubionymi tematami były port w Mahón i statki, które traktował z dbałością o szczegóły i wprowadzał do scen historycznych. Wielu marynarzy zlecało mu malowanie kornik ich podróży; większość dzieł wykonywał na zamówienie.
Za życia nie odniósł większych sukcesów. W 1864 wziął udział w Krajowej Wystawie Sztuk Pięknych w Madrycie, na której nie został zauważony.